# Шестаков, Фёдор Михайлович
Фёдор Миха́йлович Шестако́в (1787—1836) — русский архитектор, академик Императорской Академии художеств, один из крупнейших архитекторов Москвы первой трети XIX века, мастер московского ампира.

## Биография
Происходил из вольноотпущенных крестьян А. С. Тутолминой. Брат архитектора А. М. Шестакова. В 1809—1813 годах служил в Московской управе благочиния.
В 1813—1834 годах работал в Комиссии для строений в Москве (вначале архитекторским помощником, с 1825 года — архитектором). В 1819—1821 годах производил строительство Сенатской типографии на Театральной площади (по проекту А. Ф. Элькинского). Звание архитектора получил в 1822 году, звание академика в 1825 году; проектировал жилые дома в Москве в соответствии с «образцовыми» проектами в стиле классицизма. После разделения Москвы на пять участков в 1824 году наблюдал за Первым участком (Хамовническая, Новинская, Пречистенская, Арбатская и Тверская части), продолжая проектировать классицистические фасады. В 1825 году вместе с О. И. Бове «свидетельствовал» отделку Петровского театра, перестройку Екатерининского дворца. Возвёл ряд церквей и ярусных колоколен в стиле ампир. В 1832—1835 годах строил здание Провиантских складов по проекту В. П. Стасова.
Как начальник 1-го разряда Комиссии строений Москвы в 1832 году принимал участие в создании «Архитектурного альбома геометрических фасадов зданий Москвы» (ему принадлежат два листа: Успенский собор в Кремле и церковь Климента папы Римского на Пятницкой улице). С 1834 года работал архитектором Московской казённой палаты.
Похоронен на Калитниковском кладбище.
Вдова Ф. М. Шестакова в 1844 году вышла замуж за архитектора А. Г. Григорьева, который был близок семье Шестаковых (первой женой Григорьева была сестра братьев Шестаковых).

## Постройки
- Ограда Александровского сада (1819—1822, Москва, часть, расположенная вдоль Манежной улицы)[4];
- Церковь Михаила Архангела (1820—1833, Коломна, Гражданская улица, 71)[5];
- Северный придел Успенского собора (1822—1823, Дмитров, Историческая площадь, 11)[6];
- Придел церкви Николая Чудотворца в Голутвине (1823, Москва, Первый Голутвинский переулок, 14)[7];
- Церковь Иконы Божией Матери Всех Скорбящих Радость (1823—1836, село Ивановское Дмитровского района Московской области)[8];
- Колокольня церкви Троицы в Вишняках, совместно с Н. И. Козловским (1824—1826, Москва, Пятницкая улица, 51)[4][9];
- Жилой дом В. А. Глебовой (1826—1828, Москва, Колымажный переулок, 4)[10];
- Перестройка Петровских казарм (1827, Москва, Улица Петровка, 38);
- Трапезная церкви Иоанна Предтечи за Пресней (1828, Москва, Малый Предтеченский переулок, 2)[4];
- Фасад дома П. П. Бекетова (1828, Москва);
- Провиантские склады, совместно с В. П. Стасовым (1829—1831, Москва, Зубовский бульвар, 2)[4];
- Фасад дома Дурново (1830, Москва);
- Придел церкви Григория Неокесарийского, совместно с Н. И. Козловским и В. А. Балашовым (1830—1834, Москва, Большая Полянка, 29а)[4];
- Церковь Троицы на Пятницком кладбище (1830—1835, Москва);
- Колокольня и трапезная церкви Благовещения на Бережках (1831, Москва, Ростовская набережная, перед домом 5), разрушена в 1960 году[11][4];
- Церковь Сошествия Святого Духа на Даниловском кладбище (1832, Москва, Духовской переулок, 1)[4];
- Храм Воскресения Словущего в Даниловской слободе (1832—1837, Москва, Большой Староданиловский переулок, 3)[12];
- Трапезная и колокольня церкви Николая Чудотворца в Толмачах (1833—1834, Москва, Малый Толмачёвский переулок, 9)[4];
- Проект перестройки Никольского собора в Серпухове, совместно с И. Т. Таманским;
- Церковь Воздвижения Честного Креста Господня, совместно с Д. Ф. Борисовым (1834, с. Воздвиженское Сергиево-Посадского района Московской области)[13];
- Фасад дома А. И. Остермана-Толстого (1834, Москва);
- Фасад Сущёвской части (1834, Москва,);
- Перестройка церкви Сергия в Рогожской (1835, Николоямская улица, 59)[4];
- Церковь «Большое Вознесение» у Никитских ворот (1830-е, Москва, Большая Никитская улица, 36)[4].
- Дом-усадьба Зимина ( город Коломна 1830 г.)
- Церковь Иконы Божией Матери Владимирская в Красково, 1831-1833 - предположительно